# Ascotrichia
Ascotrichia is een geslacht van schietmotten uit de familie Hydroptilidae.

## Soorten
Deze lijst is mogelijk niet compleet.
- A. frontalis OS Flint, 1983
- A. surinamensis (OS Flint, 1974)